# セサル・アイダル
セサル・アイダル（西: César Haydar）ことセサル・ラファエル・アイダル・ビジャレアル（西: César Rafael Haydar Villareal、2001年3月31日 - ）は、コロンビア・アトランティコ県出身のプロサッカー選手。カテゴリア・プリメーラA・アトレティコ・ナシオナル所属。ポジションはディフェンダー（センターバック）。

## 経歴
アトランティコ県スアンに生まれた。地元のアセフサFCでサッカーを始め、アトレティコ・ジュニオールのセカンドチームであるバランキージャFCで選手となった。2018年8月1日の試合でスターティングメンバーとして出場し選手初出場を記録、翌年3月にトップチームに昇格した。同月30日にカテゴリア・プリメーラAで初出場を記録した。
2020年8月にレッドブル・ブラガンチーノに移籍し、自身初の海外移籍となった。しかしカンピオナート・ブラジレイロ・セリエAでの出場機会は非常に少なく、2022年に期限付き移籍でアトレティコ・ジュニオールに戻った。翌年はデポルテス・トリマに期限付き移籍をした。
2024年7月30日に期限付き移籍でJ1リーグの川崎フロンターレに加入した。同年9月4日のルヴァンカップ・ヴァンフォーレ甲府戦でフル出場し、移籍後初出場を記録した。
2025年1月6日、川崎フロンターレに完全移籍。同年4月9日に行われた、横浜F・マリノス戦で豪快なミドルシュートを決め、移籍後初ゴールを記録。
2025年7月18日、母国コロンビアのアトレティコ・ナシオナルへ期限付き移籍。

## 家族
叔父のアルベルト・アイダルもアトレティコ・ジュニオールのディフェンスで活躍したサッカー選手であった。また、シリアの血筋を引いている。

## Jリーグでの個人成績
| 国内大会個人成績 | 国内大会個人成績 | 国内大会個人成績 | 国内大会個人成績 | 国内大会個人成績 | 国内大会個人成績 | 国内大会個人成績 | 国内大会個人成績 | 国内大会個人成績 | 国内大会個人成績 | 国内大会個人成績 | 国内大会個人成績 |
| 年度             | クラブ           | 背番号           | リーグ           | リーグ戦         | リーグ戦         | リーグ杯         | リーグ杯         | オープン杯       | オープン杯       | 期間通算         | 期間通算         |
| 年度             | クラブ           | 背番号           | リーグ           | 出場             | 得点             | 出場             | 得点             | 出場             | 得点             | 出場             | 得点             |
| 日本             | 日本             | 日本             | 日本             | リーグ戦         | リーグ戦         | リーグ杯         | リーグ杯         | 天皇杯           | 天皇杯           | 期間通算         | 期間通算         |
| ---------------- | ---------------- | ---------------- | ---------------- | ---------------- | ---------------- | ---------------- | ---------------- | ---------------- | ---------------- | ---------------- | ---------------- |
| 2024             | 川崎F            | 44               | J1               | 2                | 0                | 3                | 0                | 0                | 0                | 5                | 0                |
| 2025             | 川崎F            | 44               | J1               | 3                | 1                | 0                | 0                | 1                | 0                | 4                | 1                |
| 通算             | 日本             | 日本             | J1               | 5                | 1                | 3                | 0                | 1                | 0                | 9                | 1                |
| 総通算           | 総通算           | 総通算           | 総通算           | 5                | 1                | 3                | 0                | 1                | 0                | 9                | 1                |